# عامية
العامية أو التعبير العامي هي اللغة المستخدمة بين عُموم شعب دولة ما، وعادةً تتكون من مزيج من اللغة العربية الفصحى وعدد من اللغات الأجنبية التي ترتبط حضارتها مع حضارة هذه المنطقة أو الدولة.
الدارجة: وهو لفظ يحمل نفس المعنى، ولكن عادة ما يتم استخدامه للدلالة على عاميات دول المغرب العربي.

## وصلات خارجية
- الدارجة سليلة اللغة الفصحى - جريدة الشرق الأوسط.
- عبد العزيز بن عبد الله. وحدة الفكر العربي من الخليج إلى المحيط فصحى العاميات مظهر لهذه الوحدة.